# Nafplio
Nafplio (tiếng Hy Lạp: ?) là một khu tự quản ở vùng Peloponnesos, Hy Lạp. Khu tự quản Nafplio có diện tích 390 km², dân số theo điều tra ngày 18 tháng 3 năm 2001 là 31607 người.